# Trotula Corona
La Trotula Corona è una formazione geologica della superficie di Venere.
Prende il nome da Trotula de Ruggiero, medica italiana.